# Cupaniopsis azantha
Cupaniopsis azantha är en kinesträdsväxtart som beskrevs av Ludwig Radlkofer. Cupaniopsis azantha ingår i släktet Cupaniopsis och familjen kinesträdsväxter. Inga underarter finns listade i Catalogue of Life.